# Issam Mardassi
Issam Mardassi (* 16. März 1981) ist ein tunesischer ehemaliger Fußballspieler. Er spielt in der Defensive, normalerweise auf der Position eines Innenverteidigers.
Er stieß vom tunesischen Team CS Sfaxien zum BSC Young Boys nach Bern und spielte ebenfalls bei Al-Nasr. Im Januar 2012 wurde bekannt, dass Mardassi in die Ägyptische Premier League zu Misr El Makasa wechselt, nachdem er in Bern über ein Jahr nur in der zweiten Mannschaft eingesetzt wurde.